# 印第安丘陵 (科羅拉多州)
印第安丘陵（英語：Indian Hills）是位於美國科羅拉多州傑佛遜縣的一個人口普查指定地區。

## 地理
印第安丘陵的座標為39°37′53″N 105°15′39″W / 39.63139°N 105.26083°W，而該地最高點為海拔高度2090米（即6857英尺）。

## 人口
根據2010年美國人口普查的數據，印第安丘陵的面積為12.20平方千米，均為陸地。當地共有人口1197人，而人口密度為每平方千米98人。